# Tulca
Tulca est une commune roumaine du județ de Bihor, en Transylvanie, dans la région historique de la Crișana et dans la région de développement Nord-Ouest.

## Géographie
La commune de Tulca est située dans le sud-ouest du județ, dans la plaine de la Crișana, à 10 km à l'est de Salonta et à 50 km au sud d'Oradea, le chef-lieu du județ.
La municipalité est composée des deux villages suivants, nom hongrois, (population en 2002) :
- Căuașd, Kávásd (498) ;
- Tulca, Tulka (2 396), siège de la commune;

## Histoire
La première mention écrite du village de Tulca date de 1200 dans les registres de l'évêché d'Oradea (Regestrum Varadiense).
La commune, qui appartenait au royaume de Hongrie, en a donc suivi l'histoire.
Après le compromis de 1867 entre Autrichiens et Hongrois de l'empire d'Autriche, la principauté de Transylvanie disparaît et, en 1876, le royaume de Hongrie est partagé en comitats. Tulca intègre le comitat de Bihar (Bihar vármegye).
À la fin de la Première Guerre mondiale, l'Empire austro-hongrois disparaît et la commune rejoint la Grande Roumanie au traité de Trianon.
En 1940, à la suite du deuxième arbitrage de Vienne, elle est annexée par la Hongrie jusqu'en 1944. Elle réintègre la Roumanie après la Seconde Guerre mondiale au traité de Paris en 1947.

## Politique
| Période                                  | Période  | Identité   | Étiquette | Qualité |
| ---------------------------------------- | -------- | ---------- | --------- | ------- |
| Les données manquantes sont à compléter. |          |            |           |         |
| 2004                                     | En cours | Ioan Bulza | PNL       |         |

| Parti | Parti                        | Sièges |
| ----- | ---------------------------- | ------ |
|       | Parti national libéral (PNL) | 6      |
|       | Parti social-démocrate (PSD) | 5      |

## Religions
En 2002, la composition religieuse de la commune était la suivante :
- Chrétiens orthodoxes, 79,26 % ;
- Baptistes, 18,21 % ;
- Pentecôtistes, 2,00 % ;
- Réformés, 0,27 % ;
- Catholiques romains, 0,13 %.

## Démographie
En 1910, à l'époque austro-hongroise, la commune comptait 4 034 Roumains (94,23 %), 200 Hongrois (4,67 %) et 46 Tsiganes (1,07 %).
En 1930, on dénombrait 4 422 Roumains (96,30 %), 96 Hongrois (2,09 %), 12 Juifs (0,03 %) et 59 Roms (1,28 %).
En 1956, après la Seconde Guerre mondiale, 4 207 Roumains (98,71 %) côtoyaient 50 Hongrois (1,17 %).
En 2002, la commune comptait 2 650 Roumains (91,56 %), 228 Roms (7,87 %) et 13 Hongrois (0,44 %). On comptait à cette date 1 104 ménages et 1 110 logements.
| 1880  | 1890  | 1900  | 1910  | 1920  | 1930  | 1941  | 1956  | 1966  |
| ----- | ----- | ----- | ----- | ----- | ----- | ----- | ----- | ----- |
| 2 995 | 3 460 | 3 926 | 4 281 | 5 194 | 4 592 | 4 803 | 4 262 | 3 976 |

| 1977  | 1992  | 2002  | 2007  | - | - | - | - | - |
| ----- | ----- | ----- | ----- | - | - | - | - | - |
| 3 572 | 3 100 | 2 894 | 2 876 | - | - | - | - | - |

## Économie
L'économie de la commune repose sur l'agriculture et l'élevage. Un abattoir est installé à Tulca.

## Communications

### Routes
Tulca est située sur la route régionale DJ795 qui rejoint Căuașd et Tinca à l'est ainsi que Salonta à l'ouest.

## Lieux et monuments
- Tulca, église orthodoxe datant de 1886[6].